# Principes de politique

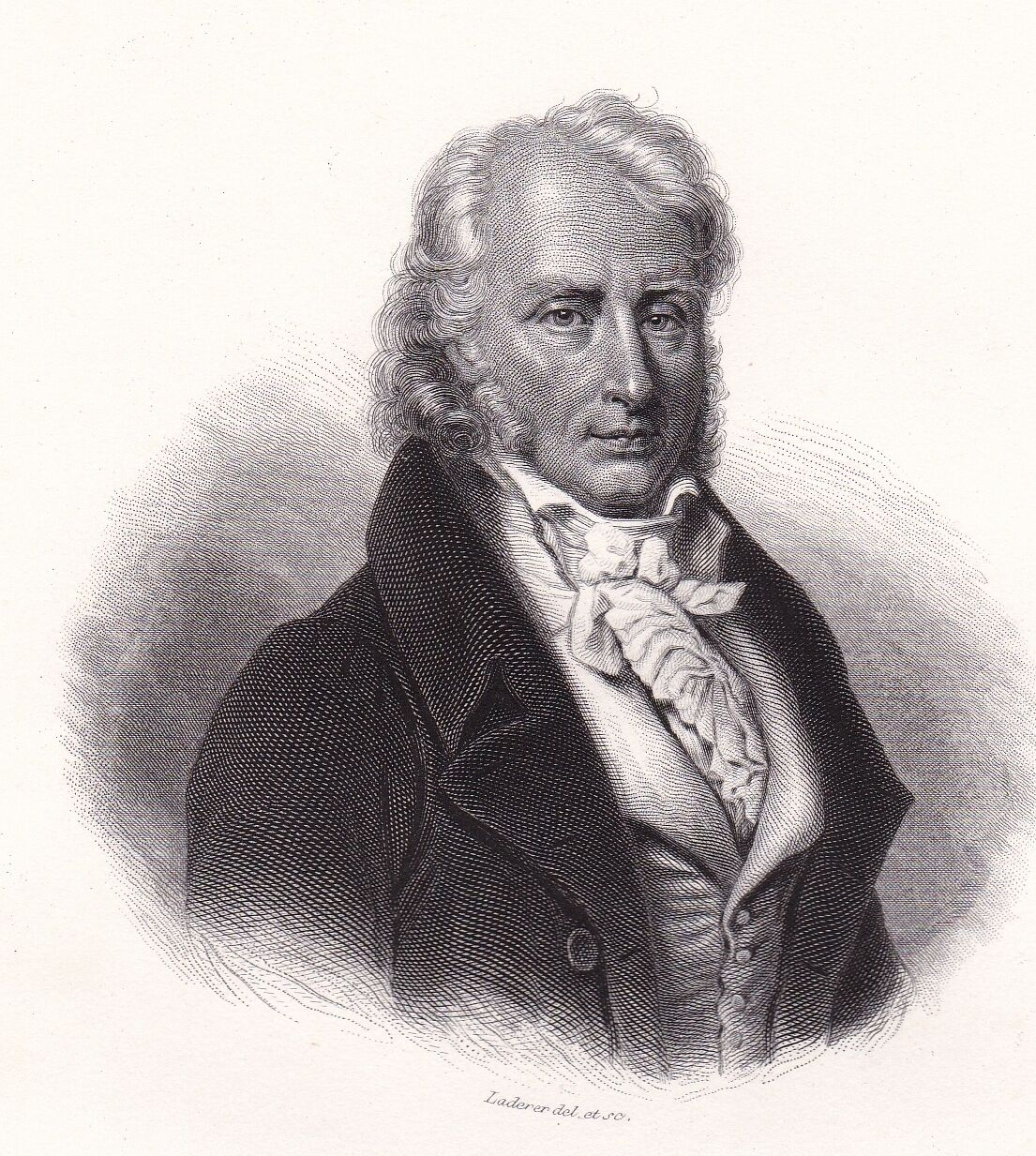
Portrait de Benjamin Constant (1767-1830)

Les Principes de politique sont un ouvrage du philosophe franco-suisse Benjamin Constant. Le titre complet est Principes de politique applicables à tous les gouvernements représentatifs et particulièrement à la Constitution actuelle de la France. Ils ont été rédigés en 1806 et publiés en mai 1815.

## Contexte
Benjamin Constant écrit dans le contexte de l'empire napoléonien ; il ne cache pas son opposition à certaines pratiques politiques et devra attendre, comme Jean-Baptiste Say avec son Traité d'économie politique, la chute de l'Empire pour publier ses Principes. Dans son Histoire intellectuelle du libéralisme, Pierre Manent utilise entre autres pour cela le terme de « libéralisme d'opposition » pour caractériser la pensée de Constant.

## Présentation

### Soutien à la démocratie libérale
Dans cet ouvrage, Constant s'attache à discerner les principes qui doivent guider les institutions et la politique dans une démocratie libérale. À la lumière de l'expérience de la Terreur et des débuts du Premier Empire, il met en avant les risques du despotisme et défend à l'inverse un pouvoir qui serait limité strictement dans ses fonctions.   
Il soutient ainsi que ce ne sont pas des individus qui doivent prendre des décisions seuls, mais qu'il est nécessaire de construire des institutions réglées pour prendre les décisions. Il conclut qu'« il y a des masses trop pesantes pour la main des hommes ».  

### Libéralisme et respect des droits
Constant, en libéral, défend les droits individuels élémentaires et soutient que la souveraineté, qu'elle soit populaire ou royale, ne doit rien pouvoir face aux droits de l'individu. Ils doivent être inaliénables. Ainsi, « au point où commence l'indépendance de l'existence individuelle, s'arrête la jurisdiction de cette souveraineté [populaire] ».

### Critique des autoritarismes
Ne revenant pas à un individu unique, ce pouvoir ne doit pas plus être donné à une représentation populaire. Constant écrit ainsi : « L'erreur de ceux qui, de bonne foi dans leur amour de la liberté, ont accordé à la souveraineté du peuple un pouvoir sans bornes, vient de la manière dont se sont formées leurs idées en politique. Ils ont vu dans l'histoire un petit nombre d'hommes, ou même un seul, en possession d'un pouvoir immense, qui faisait beaucoup de mal; mais leur courroux s'est dirigé contre les possesseurs du pouvoir, et non contre le pouvoir même. Au lieu de le détruire, ils n'ont songé qu'à le déplacer. ».  

### Opposition à la souveraineté absolue
Constant s'oppose avec force à l'idée d'une souveraineté, populaire ou royale, qui serait sans bornes. Il voit par exemple dans l'idée de souveraineté absolue du peuple développée par Rousseau « le plus terrible auxiliaire de tous les genres de despotisme ». En cela, il s'oppose au parlementarisme absolu.

## Éditions
Ils ont été réédités en 1997 puis 2006 chez Hachette Pluriel et traduits pour la première fois en anglais en 2003.